# Disco Dancer
Disco Dancer é um filme indiano de 1982, dos gêneros dança e ação, escrito por Rahi Masoom Raza e dirigido por Babbar Subhash. É estrelado por Mithun Chakraborty e Kim nos papéis principais, com Om Puri, Gita Siddharth e Karan Razdan em papéis coadjuvantes, com Rajesh Khanna em uma participação especial.
O filme conta a história da ascensão social de um jovem artista de rua das favelas de Bombaim. O filme é conhecido por suas canções disco de Bollywood, compostas por Bappi Lahiri e escritas por Anjaan e Faruk Kaiser. Entre as canções populares estão "Jimmy Jimmy Jimmy Aaja", cantada por Parvati Khan, "I am a Disco Dancer", cantada por Vijay Benedict, "Yaad Aa Raha Hai", cantada por Bappi Lahiri, e "Goro Ki Na Kaalo Ki", cantada por Suresh Wadkar com Usha Mangeshkar.
O filme foi um sucesso mundial, com sua popularidade se estendendo pela Ásia, União Soviética, Leste Europeu, Oriente Médio, Turquia e África. Disco Dancer também foi o segundo filme de maior bilheteria da história da União Soviética e o filme estrangeiro de maior bilheteria. Disco Dancer consolidou Mithun Chakraborty como um nome conhecido onde quer que o filme fosse bem-sucedido, com Jimmy se tornando um nome mais popular para Mithun. O álbum da trilha sonora também foi um sucesso, ganhando disco de platina na Índia e um prêmio de ouro na China. Ajustado pela inflação, ainda é um dos filmes indianos de maior bilheteria de todos os tempos.

## Enredo
Anil, um artista de rua e cantor de casamentos das favelas de Bombaim, é marcado pela lembrança do rico P. N. Oberoi espancando sua mãe em um incidente ocorrido em sua infância. Quando o empresário David Brown se cansa das birras do atual campeão do disco indiano, Sam, e procura novos talentos, ele vê Anil atravessando a rua dançando e andando. Renomeado como "Jimmy", o astro do disco em ascensão precisa tomar o trono de Sam e conquistar o coração de Rita, filha de Oberoi.
Tudo parece estar indo bem até que Oberoi contrata homens para conectar a guitarra elétrica de Jimmy a 5.000 volts de eletricidade, causando a morte da mãe de Jimmy em um trágico acidente. Jimmy desenvolve fobia de guitarra após testemunhar a morte de sua mãe. Mais tarde, os capangas de Oberoi quebram suas pernas. Com a ajuda de Rita, Jimmy começa a andar.
Jimmy precisa conquistar o primeiro lugar para a Equipe Índia na Competição Internacional de Dança Disco em meio à forte concorrência da Equipe África (Rei e Rainha do Disco) e Paris (Rei e Rainha da Disco). Jimmy reluta em dançar, mas Rita o convence. Sam chega com um violão para assustar Jimmy. Rita consegue arrastar o show para encorajar Jimmy a cantar, mas sem sucesso. A multidão o apedreja, atingindo sua cabeça. O tio de Jimmy, Raju, chega e o aconselha a infundir sua mãe e sua música; ele joga o violão para Jimmy, e Jimmy começa a cantar. Os capangas de Oberoi matam Raju, e Jimmy viaja até o covil deles e os espanca. Na luta que se segue, Oberoi é eletrocutado.

## Elenco
- Mithun Chakraborty como Anil / Jimmy
- Kim como Rita Oberoi
- Rajesh Khanna como Mestre Raju
- Om Puri como David Brown
- Om Shivpuri como P.N. Oberoi
- Gita Siddharth como Radha
- Karan Razdan como Sam
- Yusuf Khan como Vasco
- Bob Christo como um capanga russo
- Kalpana Iyer como Nikki Brown
- Chandrashekhar Viadya como Prefeito Khandelwal
- Master Chhotu como Anil mais jovem
- Baby Pinky como Rita mais jovem

## Trilha sonora
A música de todas as canções foi composta por Bappi Lahiri e as letras foram escritas por Anjaan e Faruk Kaiser. As faixas da trilha sonora de 1982 são as seguintes:
| N.º | Título                    | Cantor(es)                     | Duração |  |
| 1.  | "I Am A Disco Dancer"     | Vijay Benedict                 | 07:49   |  |
| 2.  | "Jimmy Jimmy Aaja"        | Parvati Khan                   | 03:04   |  |
| 3.  | "Koi Yahan Nache Nache"   | Bappi Lahiri, Usha Uthup       | 05:28   |  |
| 4.  | "Ae Oh Aa Zara Mudke"     | Kishore Kumar                  | 05:58   |  |
| 5.  | "Yaad Aa Raha Hai"        | Bappi Lahiri                   | 06:22   |  |
| 6.  | "Krishna Dharti Pe Aaja"  | Nandu Bhende                   | 05:25   |  |
| 7.  | "Goron Ki Na Kalon Ki"    | Suresh Wadkar, Usha Mangeshkar | 05:23   |  |
| 8.  | "Goron Ki Na Kalon (Sad)" | Suresh Wadkar                  | 02:48   |  |

A música "Yaad Aa Raha Hai" foi descrita como uma música disco eletrônica, sintetizada, minimalista e de ritmo acelerado. Geeta Dayal a descreveu como um "hino disco para a eternidade e uma das melhores músicas que Lahiri já compôs".
A música "Jimmy Jimmy Jimmy Aaja" tem semelhanças com a música disco francesa de 1980, "T’es OK", de Ottawan. A música "Auva Auva" (retratada no personagem Sam, de Karan Razdan) foi inspirada no hit de synthpop de 1979, "Video Killed the Radio Star", do The Buggles. A música "Cerrone's Paradise", de Cerrone, foi usada na cena em que David Brown descobre Anil andando e dançando numa rua. A música "Krishna Dharti Pe Aaja Tu" foi inspirada em "Jesus", dos Tielman Brothers. Esta versão foi usada no filme em que Jimmy pratica dança.
A trilha sonora de Disco Dancer foi popular em todo o mundo, especialmente na Índia, na União Soviética e na China. A trilha sonora foi platina na Índia, equivalente a 1 milhão de vendas, e recebeu um prêmio de ouro na China.

## Legado
Após seu lançamento, Disco Dancer foi um fenômeno, tanto nacional quanto internacionalmente. Antes do lançamento do filme, Bollywood era dominada por filmes do submundo de Bombaim, sobre "jovens revoltados", um gênero de filmes de ação e crime pioneiro da dupla de roteiristas Salim-Javed uma década antes, no início da década de 1970. Esses filmes frequentemente exploravam temas socialistas e de "herói versus sistema", frequentemente apresentavam a jornada de um herói pobre da miséria à riqueza e envolviam tramas violentas de vingança contra vilões. Disco Dancer pegou o gênero do "jovem revoltado" e o subverteu: em vez de Jimmy lutar contra os vilões ou se vingar por meio da violência, ele se vinga e derrota os vilões por meio da dança disco. Isso levou a uma onda de musicais de Bollywood com temática disco na Índia, que se tornou um fenômeno global fora do país. Foi um sucesso de bilheteria na Ásia e na antiga União Soviética, atraindo um grande número de seguidores cult globais, do Japão, onde uma estátua de Jimmy foi construída em Osaka, ao Ocidente, onde Disco Dancer se tornou o exemplo definitivo de um filme estereotipado de "Bollywood". Retrospectivamente, o filme recebeu uma recepção crítica polarizada, com elogios à sua música e números de dança, mas críticas ao seu enredo, com Anuvab Pal chamando-o de um filme de comédia irônica.